# Diamantquader

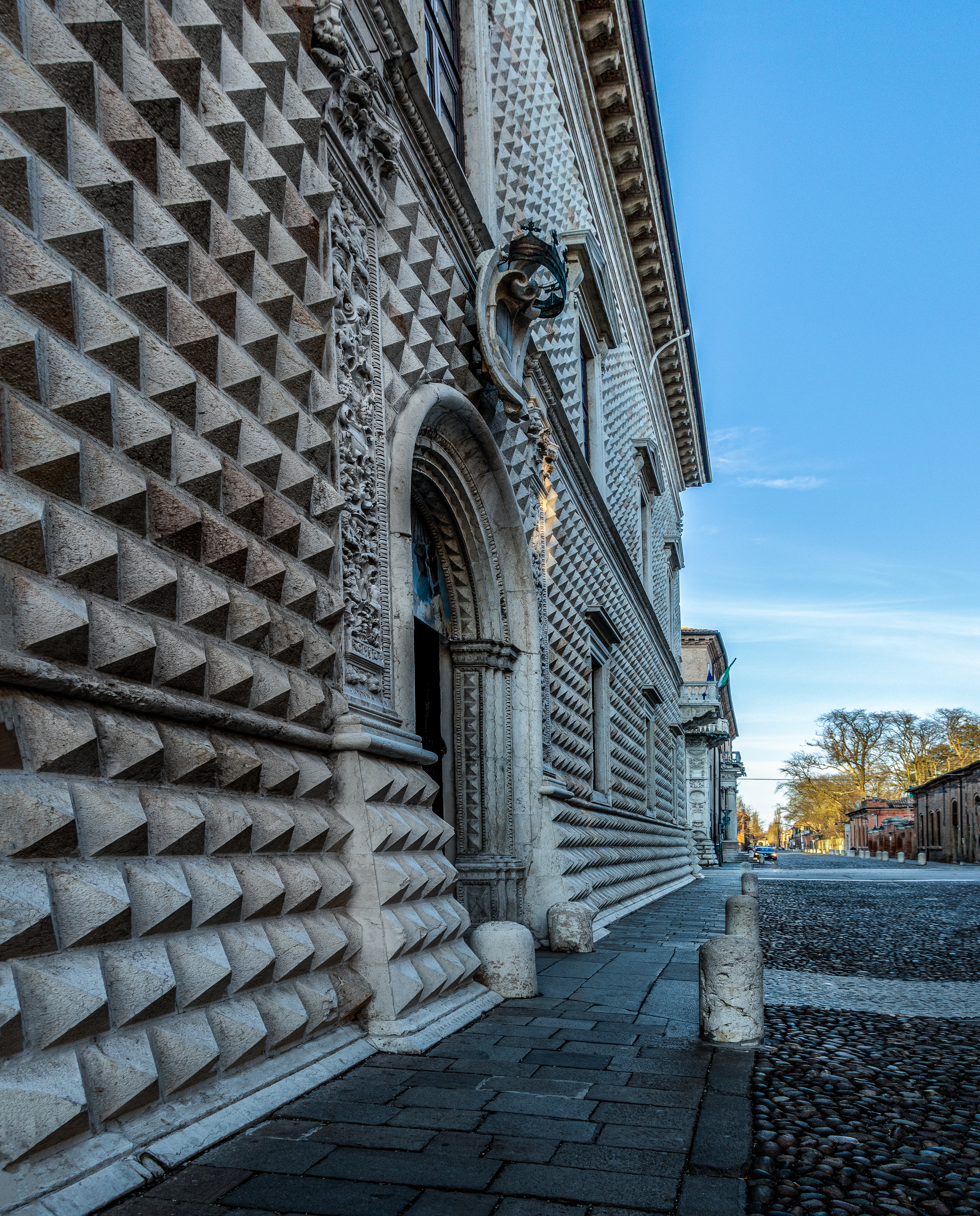
Diamantquader-Mauerwerk am Palazzo dei Diamanti, Ferrara (Italien)

Der Diamantquader ist in der Architektur ein Quader, dessen Ansichtsfläche einem geschliffenen Diamanten ähnlich bearbeitet ist. Durch das gleichmäßige glatte Bearbeiten entstehen Strukturen, die geometrisch Pyramiden oder Walmdächern ähneln. 

## Geschichte

Schemazeichnung eines Quaders mit Diamantierung

Diamantquader-Mauerwerk ist eine kunstvolle Variante und neuzeitliche Weiterentwicklung der antiken Rustizierung und eine Erfindung der italienischen Renaissance. Es wurde nördlich der Alpen besonders zur Fassadengliederung (z. B. am Sockel) verwendet und kommt auch noch in der Barockarchitektur sowie im Historismus vor.

## Beispiele
- Casa dos Bicos, Lissabon
- Casa de los Picos, Segovia
- Gesù Nuovo in Neapel (ehemals Fassade des Palazzo Sanseverino)
- Palacio del Infantado, Guadalajara
- Palazzo dei Diamanti, Ferrara

Bildergalerie
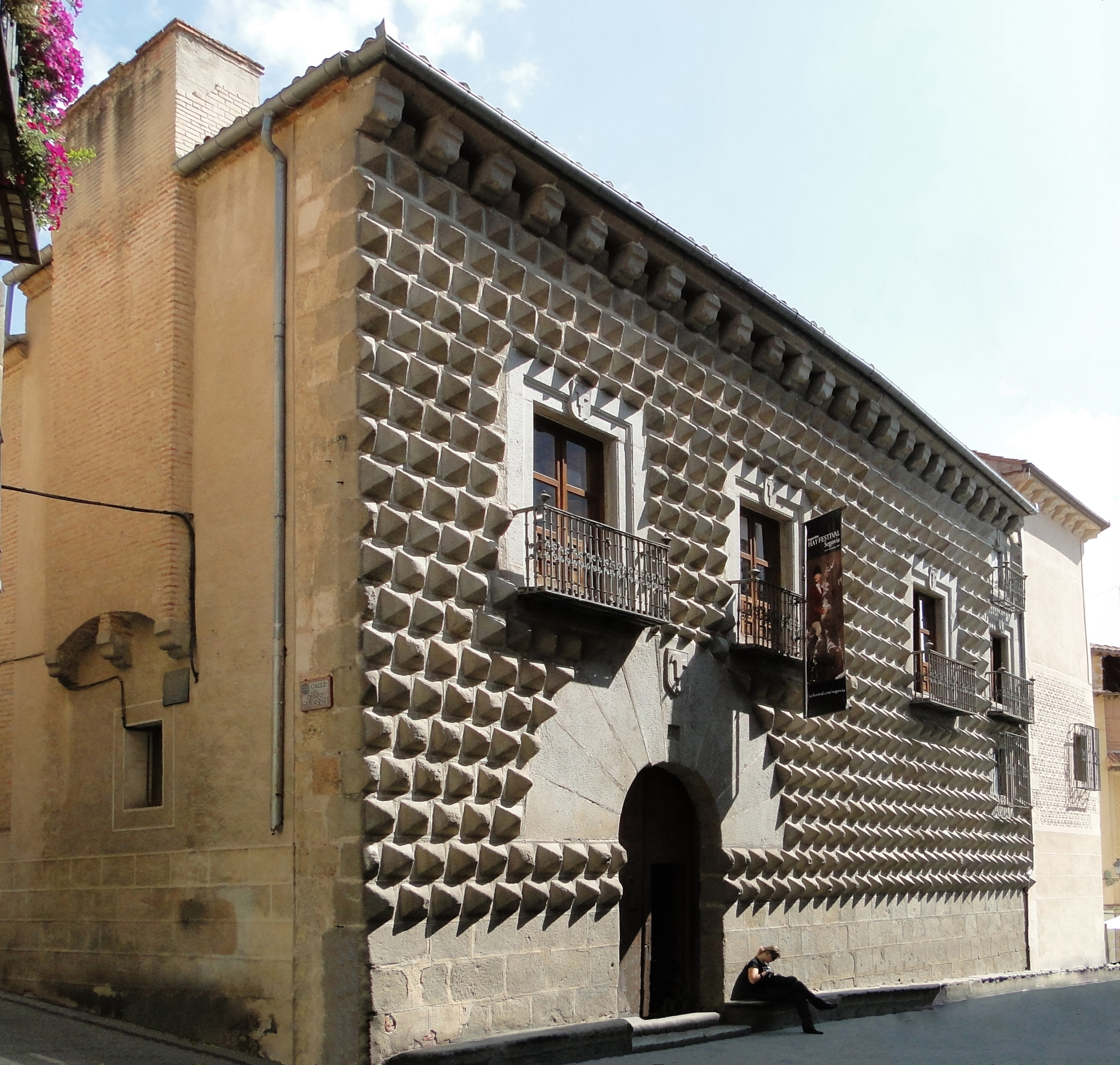
Diamantquader-Fassaden an der Casa de los Picos, Segovia (Spanien)
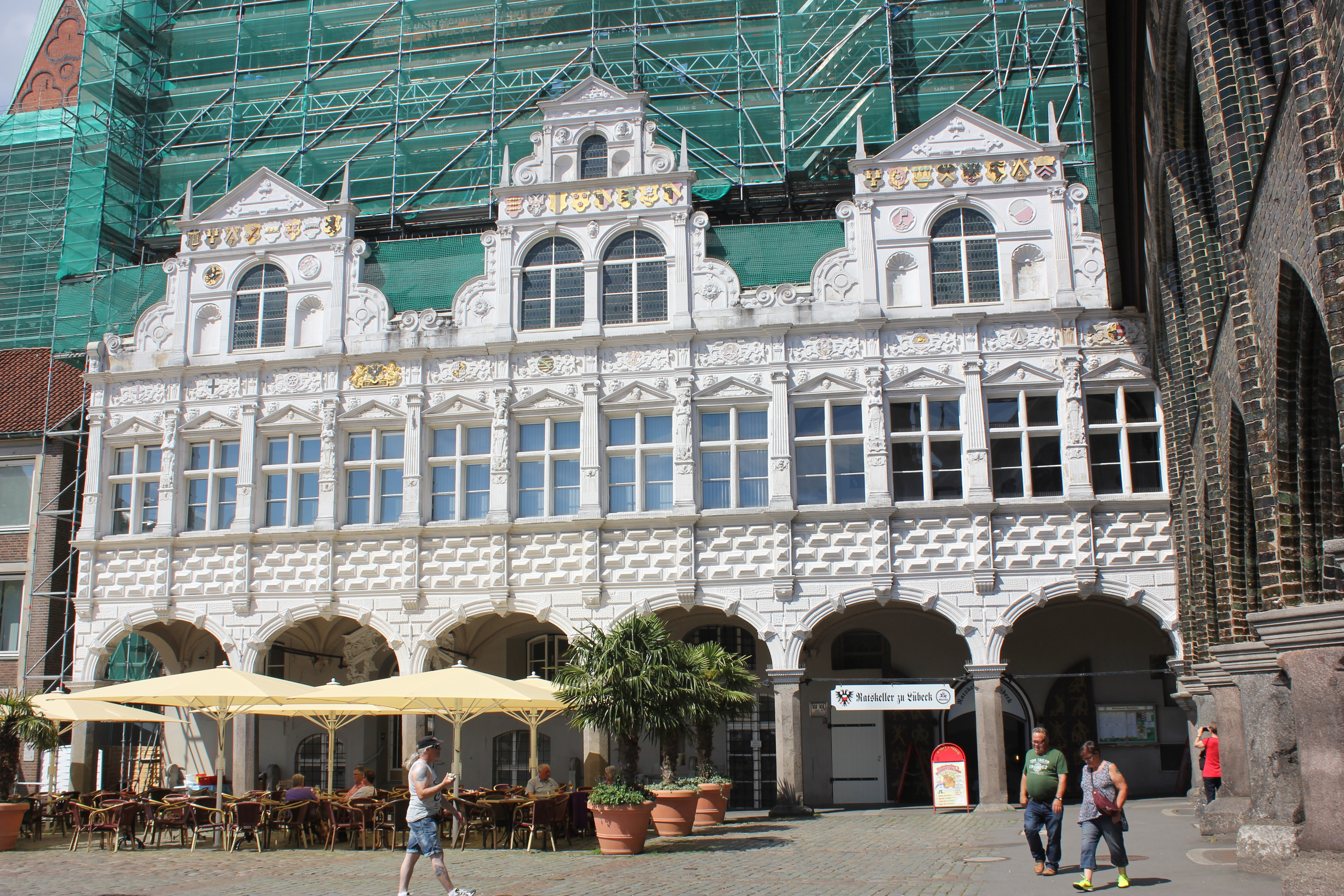
Diamantmauerwerk an der Brüstung der Laube des Lübecker Rathauses
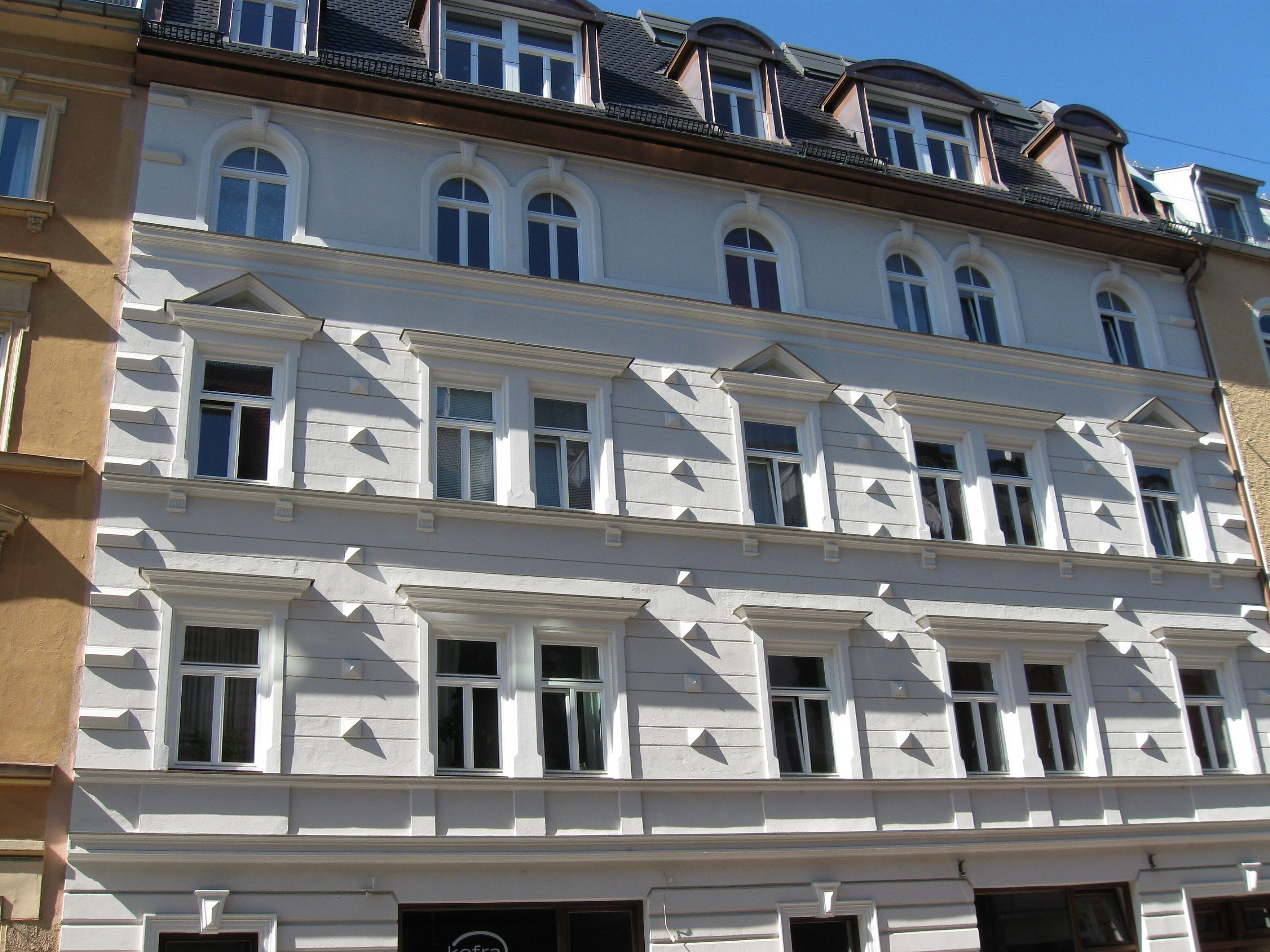
Einzelne Diamantquader als gründerzeitliche Fassadenzier (München, Baaderstraße 30)
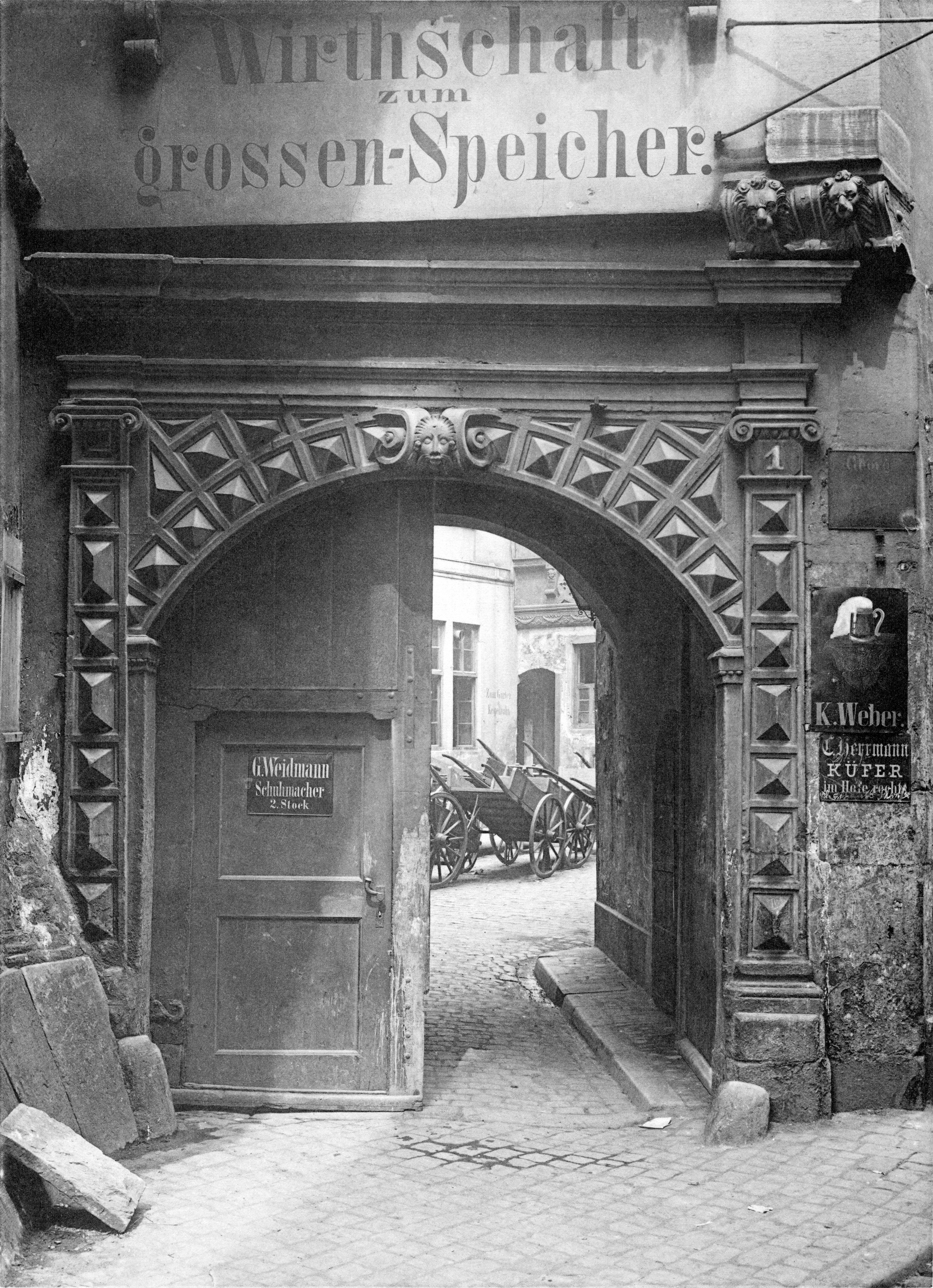
Renaissance-Torbogen mit aufgesetzter Zierdiamantierung (Frankfurt am Main, Rothekreuzgasse, Foto 1901)
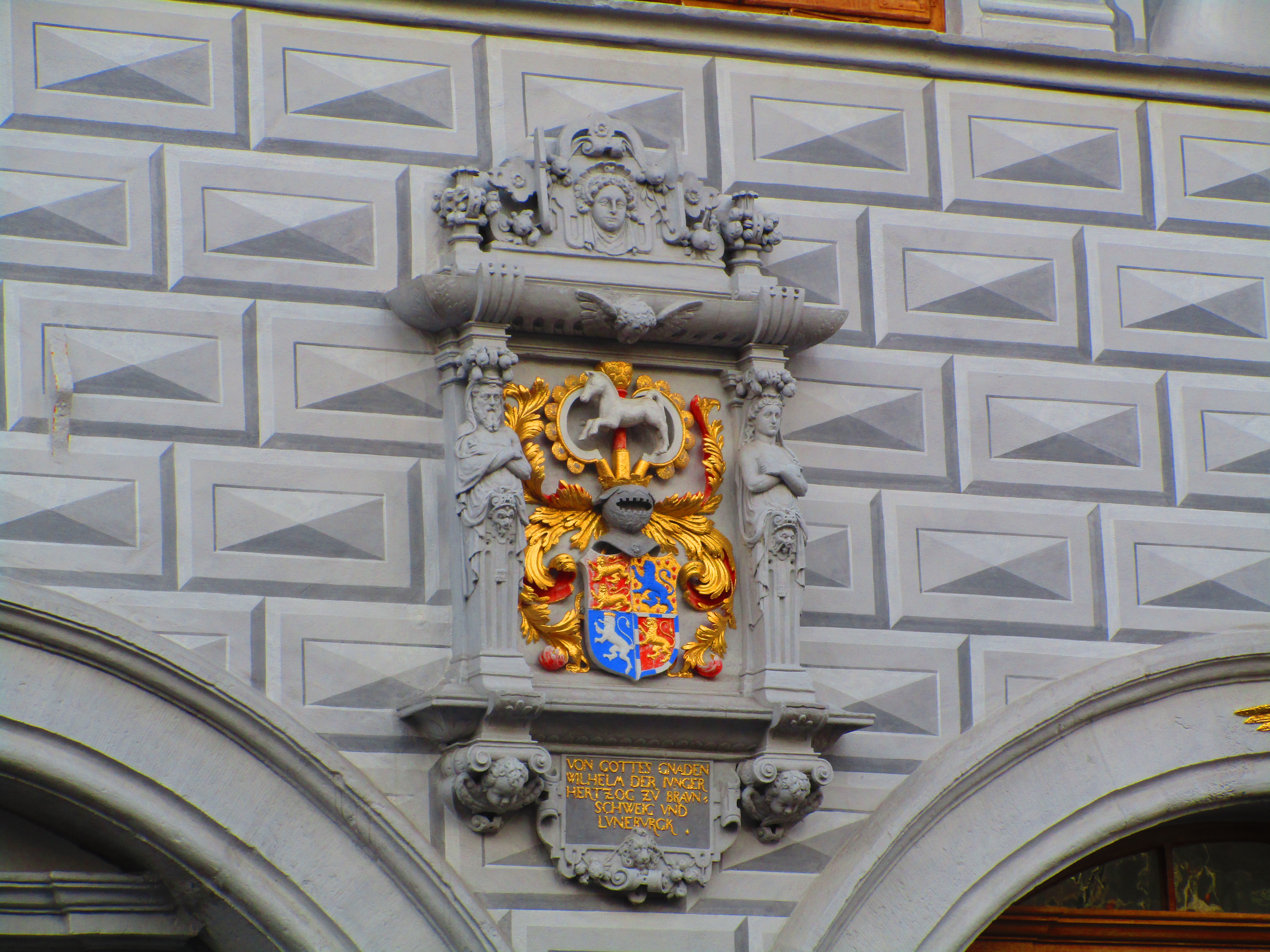
Aufgemalte Diamantquader der Barockzeit (Altes Rathaus, Celle)